# 大久保忠成
大久保 忠成（おおくぼ ただしげ）は、江戸時代後期の大名。下野国烏山藩5代藩主。烏山藩大久保家6代。官位は従五位下・佐渡守。

## 略歴
宇都宮藩主・島原藩主松平忠恕の三男として誕生。
実兄で烏山藩主大久保忠喜の養子となっていた忠邦が早世したため、代わって天明7年（1787年）に養子となる。文化2年（1805年）、病のため隠居した忠喜の家督を継いだ。文政10年（1827年）に隠居して家督を長男の忠保に譲り、嘉永4年（1851年）に84歳で没した。墓所は東京都世田谷区太子堂の教学院。

## 系譜
父母
- 松平忠恕（実父）
- 大久保忠善（養父）

正室
- 大久保忠喜の娘

子女
- 大久保忠保（長男）生母は正室
- 大久保忠声、生母は正室
- 霊峰院 ー 植村家教正室、生母は正室